# Giovanni Francesco Albani (Kardinal)

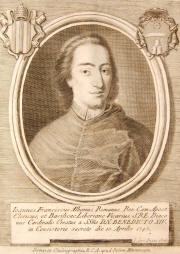
Kardinal Albani in jüngeren Jahren (um 1750)

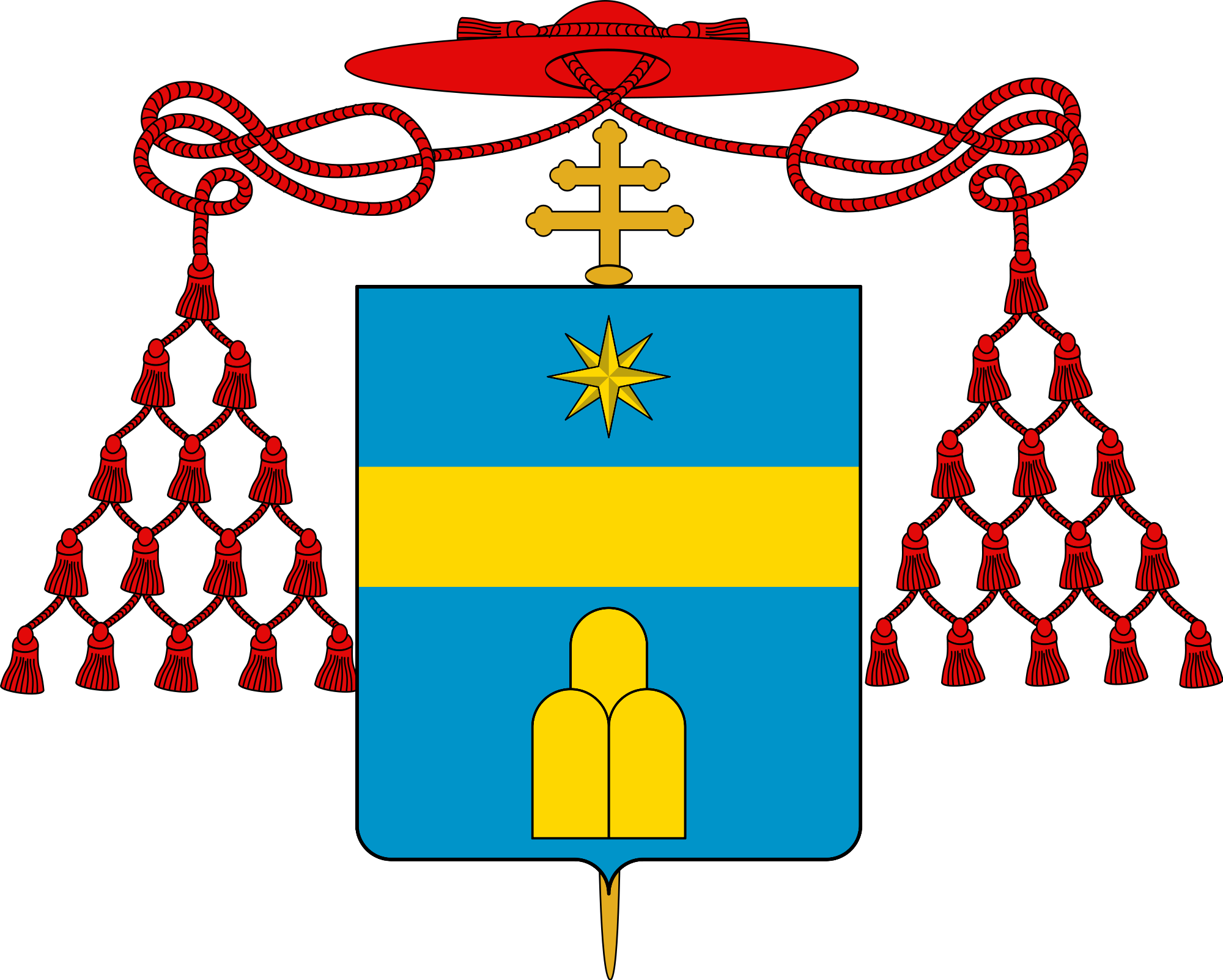
Kardinalswappen

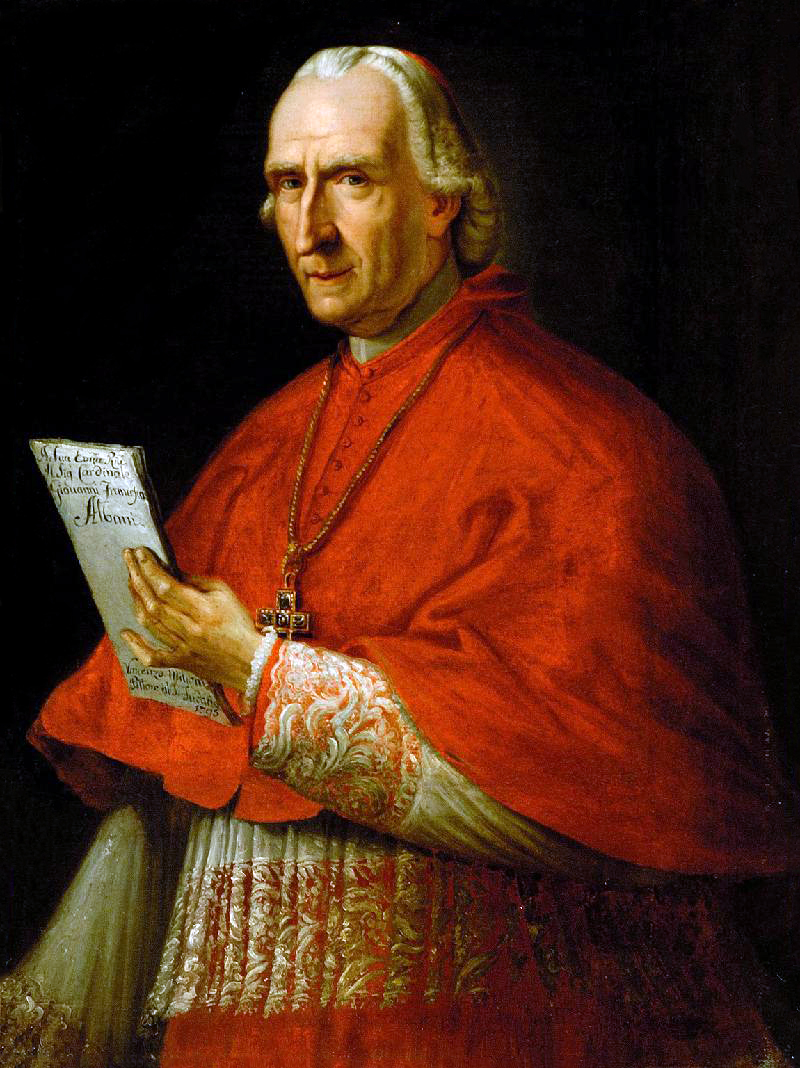
Giovanni Francesco Kardinal Albani (Ölgemälde von Vincenzo Milione, 1795)

Giovanni Francesco Albani (* 26. Februar 1720 in Rom; † 15. September 1803 ebenda) war ein italienischer Kardinal der Römischen Kirche.

## Leben

### Herkunft
Albani stammte aus der Familie Albani, deren Name davon herrührt, dass ihre Vorfahren im 15. Jahrhundert als albanische Glaubensflüchtlinge (Arbëresh) nach Italien eingewandert waren, wo sie sich in Urbino niedergelassen hatten. Später war die Familie nach Rom gezogen und hatte dort den Papst Clemens XI. hervorgebracht. Giovanni Francescos Eltern waren Carlo Albani, Fürst von Soriano nel Cimino, und Teresa Borromeo. Er war ein Großneffe des Papstes sowie ein Neffe der Kardinäle Annibale Albani und Alessandro Albani, beide Brüder seines Vaters. Sein eigener Neffe Giuseppe Albani wurde ebenfalls Kardinal.

### Kirchliche Laufbahn
Er wurde am 10. April 1747 von Papst Benedikt XIV. als Kardinaldiakon in den Kardinalsstand erhoben und erhielt am 15. Mai 1747 die Titeldiakonie San Cesareo. Die Weihe zum Subdiakon empfing er im November 1747 und am 31. März 1748 die Diakonenweihe. Er nahm am Konklave 1758 teil, bei dem Papst Clemens XIII. gewählt wurde. Die Priesterweihe empfing er 1759. Er wurde am 12. Februar 1759 Kardinalpriester mit der Titelkirche San Clemente.
Am 21. Juli 1760 wurde er Kardinalbischof von Sabina. Die Bischofsweihe spendete ihm am 21. September 1760 Papst Clemens XIII., Mitkonsekratoren waren Kardinal Giuseppe Spinelli, Bischof von Porto und Santa Rufina und Subdekan des Kardinalskollegiums; Kardinal Flavio Chigi; Kardinal Camillo Paolucci, Bischof von Frascati sowie Kardinal Carlo Cavalchini, Bischof von Albano.
Nachdem 1768 die Jesuiten aus dem Königreich Neapel vertrieben worden waren, wurde Kardinal Albani vom Papst zum Mitglied einer besonderen Kongregation ernannt und sprach sich für eine Aufhebung des Jesuitenordens aus. Er war Teilnehmer des Konklaves von 1769, bei dem Clemens XIV. zum Papst gewählt wurde. Nach der Wahl dieses Papstes, zu dem Albani in Opposition stand, weigerte er sich, weiterhin für den Heiligen Stuhl zu arbeiten. Dies geschah im Wesentlichen wegen der Jesuiten, die Kardinal Albani nunmehr unterstützte.
Am 15. März 1773 wurde er Bischof von Porto und Santa Rufina und Kardinalsubdekan. Er nahm am Konklave 1774 bis 1775 teil, bei dem Papst Pius VI. gewählt wurde. In den folgenden Jahren arbeitete er auf die Wiederzulassung der Gesellschaft Jesu hin. Vom 18. Dezember 1775 bis zu seinem Tod war er Kardinalbischof von Ostia und Kardinaldekan.
Im Jahre 1789 war er zusammen mit dem Kardinalstaatssekretär Francesco Saverio de Zelada sowie den Kardinälen Leonardo Antonelli, Hyacinthe Sigismond Gerdil und Filippo Campanelli Mitglied einer besonderen Kongregation, die Papst Pius VI. eingesetzt hatte, und die die Emser Punktation vom 25. August 1786 sowie die Beschlüsse der Synode von Pistoia untersuchen und verurteilen sollte, die vom 18. bis zum 28. September 1786 abgehalten wurde, weil sie angeblich den Jansenismus förderten.
Nachdem in Frankreich die Revolution ausgebrochen war, wurde er gebeten, zusammen mit den Kardinälen Vitaliano Borromeo, Leonardo Antonelli, Filippo Campanelli, Guglielmo Pallotta und Gregorio Salviati eine Kongregation für die Angelegenheiten Frankreichs zu bilden. Diese untersuchte die Situation, die der Promulgation der Zivilverfassung des Klerus entsprang und riet zu harten Gegenmaßnahmen des Papstes. Während der ersten französischen Besetzung Roms unter der kurzlebigen Römischen Republik (1798–1799) wurde Albani und seiner ganzen Familie von General Louis-Alexandre Berthier mit der Inhaftierung gedroht. Albani floh im Februar 1798 aus Rom und verbarg sich einige Zeit im Kloster Casamari; von dort aus ging er im Juli 1798 nach Neapel. Als französische Truppen Rom einnahmen, zerstörten und plünderten sie die Villa des Kardinals und beschlagnahmten seinen Besitz. Albani blieb einige Zeit in Neapel und nahm die Einladung von Kardinal Jean-Siffrein Maury nach Venedig an.
Nachdem Papst Pius VI. am 29. August 1799 gestorben war, oblag es Kardinaldekan Albani, den Ort für das nun abzuhaltende Konklave zu bestimmen. Pius VI. hatte in einer Bulle vom 13. November 1798 in Voraussicht der schwierigen Umstände nach seinem Tod dem Kardinalskollegium aufgetragen, einen Ort zu wählen, der im Gebiet eines katholischen Fürsten lag, um dort seinen Nachfolger zu wählen. Obwohl kurz nach dem Tod des Papstes die Truppen Neapels und Österreichs Rom von den Franzosen zurückerobert hatten, entschied sich Kardinal Albani als Kardinaldekan für Venedig als Konklaveort und stellte es unter den Schutz von Kaiser Franz II. Als Kardinaldekan leitete er das Konklave 1799–1800, bei dem Papst Pius VII. gewählt wurde. Der neugewählte Papst bestimmte ihn zusammen mit den Kardinälen Aurelio Roverella und Giulio Maria della Somaglia zu seinem Legaten a latere, der dem Papst nach Rom vorauszog und die Herrschaft über den Kirchenstaat von König Ferdinand IV. von Neapel zurückerhielt.
Ungeachtet seines hohen Alters nahm Kardinal Albani an den Verhandlungen über das Konkordat von 1801 mit Frankreich und später über das mit der Italienischen Republik 1802 teil.
Giovanni Francesco Albani starb am 15. September 1803 in Rom und wurde in der Domherrengruft von Santa Maria Maggiore bestattet.

## Würdigung
Kardinal Albani konnte in seiner Amtszeit – der längsten eines Kardinaldekans – 1799 bis 1800 ein Konklave leiten, er nahm an insgesamt vier Konklaven teil. Während seiner 56 Jahre als Kardinal galt er als Repräsentant einer pro-österreichischen und antifranzösischen Linie.

## Apostolische Sukzession
Die Apostolische Sukzession von Kardinal Albani ist bis Kardinal Scipione Rebiba dokumentiert:
- Kardinal Giovanni Francesco Albani
- Clemens XIII.
- Benedikt XIV.
- Benedikt XIII.
- Kardinal Paluzzo Paluzzi Altieri degli Albertoni
- Kardinal Ulderico Carpegna
- Kardinal Luigi Caetani
- Kardinal Ludovico Ludovisi
- Erzbischof Galeazzo Sanvitale
- Kardinal Girolamo Bernerio, O.P.
- Kardinal Giulio Antonio Santorio
- Kardinal Scipione Rebiba